# Skuhrov (Liberec)
Skuhrov (Liberec) é uma comuna checa localizada na região de Liberec, distrito de Jablonec nad Nisou‎.